# Arctocebus calabarensis
Il maki ursino di Calabar (Arctocebus calabarensis) è un primate strepsirrino della famiglia dei lorisidi e della sottofamiglia dei perodicticini.
Nel romanzo di Patrick O'Brian Doppia missione , Stephen Maturin viene in possesso di uno di questi animali durante un viaggio e vi si affeziona morbosamente.

## Distribuzione
Questo animale vive fra la Nigeria meridionale (da cui il nome della specie), Camerun e Guinea Equatoriale (parte continentale).

Preferisce le aree di foresta pluviale nelle pianure fluviali, in particolare quelle zone dove la caduta di un albero crea sprazzi di luce che attraggono insetti in quantità. Nelle aree dove la foresta è stata rasa al suolo, lo si trova anche nei giardini pubblici, nelle piantagioni e nelle fattorie.

## Descrizione

### Dimensioni
Misura 26–30 cm, per un peso di 250-450 g.

### Aspetto
Il pelo è folto, lungo, giallo-arancio sul dorso che sfuma gradualmente in grigio-biancastro nella parte ventrale. Possiede una caratteristica banda bianca che va dalla fronte al naso.

Gli occhi sono grandi, sferici e dorati; le orecchie sono piccole ed appuntite, seminascoste nel pelo. Il tronco e gli arti sono molto massicci: questa caratteristica, unita al muso prominente e glabro, fa sì che questo animale ricordi molto un orso in miniatura.

Le mani possiedono un pollice opponibile e (caratteristica condivisa con gli altri lorisidi) un indice assai ridotto, che nelle mani anteriori è poco più di una callosità ed in quelle posteriori un moncherino. Questo adattamento fa sì che le mani esercitino una presa fortissima, ed è impossibile rimuovere l'animale da un ramo contro la sua volontà senza fargli del male.
Caratteristica unica fra i primati, il maki ursino di Calabar possiede una membrana nittitante.

## Biologia
Si tratta di un animale solitario, notturno ed arboricolo

Preferisce restare fra i 5 ed i 15 metri d'altezza, dove si muove con estrema cautela fra i rami, avendo cura di stringere saldamente un ramo con almeno tre zampe prima di muovere un passo. Durante il giorno, dorme appeso ad un ramo, seminascosto nel fogliame.

Quando scorge un predatore o ne sente l'odore, il maki ursino di Calabar si appallottola, infilando il muso sotto un'ascella, reagendo furiosamente se l'assalitore continua ad infastidirlo.

### Alimentazione
Si nutre principalmente di bruchi, animali che gli altri insettivori solitamente ignorano: non disdegna però integrare la sua dieta con della frutta.

Prima di portare alla bocca le prede, ha cura di accarezzarle delicatamente, al fine di rimuovere peli velenosi od indigesti.

### Riproduzione
Il territorio dei maschi spesso è parzialmente sovrapposto nelle aree di confine con quello di una o più femmine. Quando i due sessi si incontrano, il maschio strofina i testicoli sulla femmina, marcandola con un segnale odoroso. Spesso due esemplari che si incontrano praticano il grooming.

L'accoppiamento avviene nella fase finale dell'estro della femmina e viene svolto coi due animali appesi ad un ramo. La gestazione dura circa 4 mesi e mezzo, al termine dei quali viene dato alla luce un unico cucciolo, che nasce già sviluppato e con gli occhi aperti: si hanno picchi delle nascite fra gennaio ed aprile.